# Diócesis de Goiás
La diócesis de Goiás (en latín: Dioecesis Goiasensis y en portugués: Diocese de Goiás) es una circunscripción eclesiástica de la Iglesia católica en Brasil. Se trata de una diócesis latina, sufragánea de la arquidiócesis de Goiânia, que tiene al obispo Jeová Elias Ferreira como su ordinario desde el 27 de mayo de 2020. 

## Territorio y organización

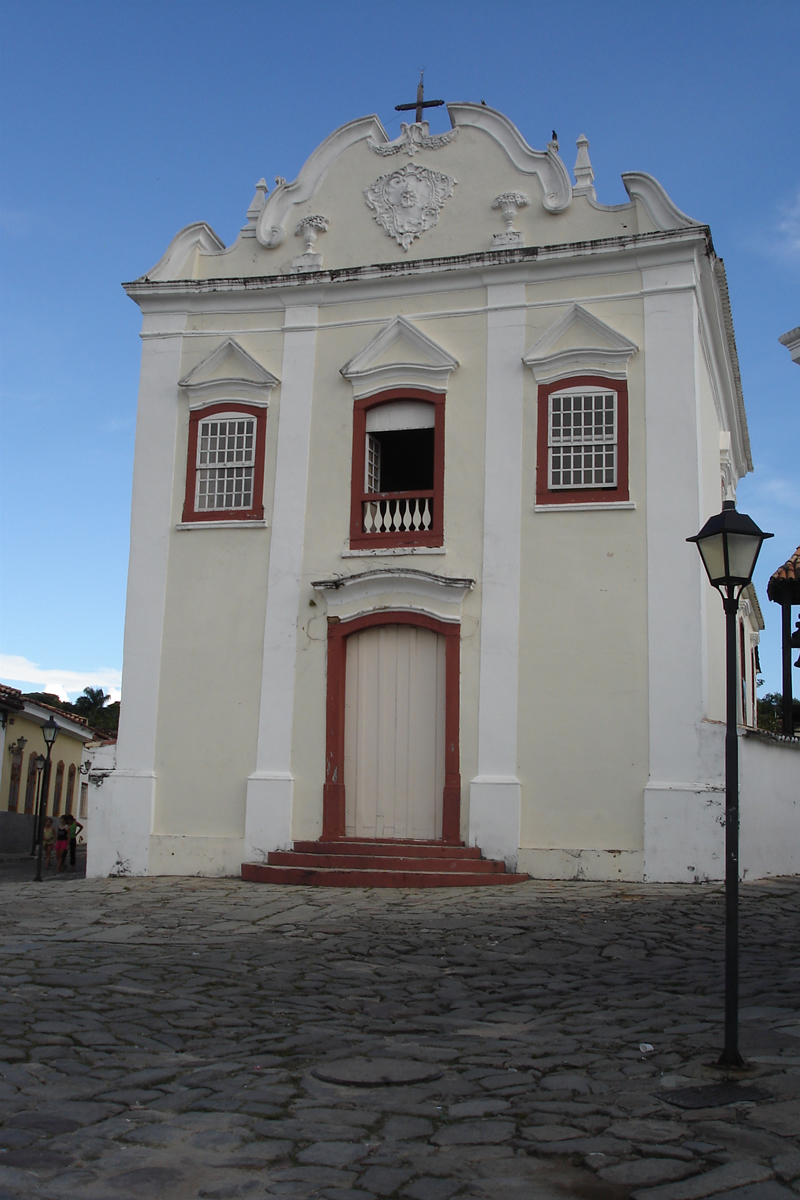
Iglesia de la Buena Muerte, Goiás

La diócesis tiene 20 784 km² y extiende su jurisdicción sobre los fieles católicos de rito latino residentes en 23 municipios del estado de Goiás: Goiás, Buriti de Goiás, Britânia, Carmo do Rio Verde, Ceres, Fazenda Nova, Guaraíta, Heitoraí, Ipiranga de Goiás, Itaberaí, Itaguari, Itaguaru, Itapirapuã, Itapuranga, Jussara, Mossâmedes, Nova Glória, Novo Brasil, Sanclerlândia, Santa Fé de Goiás, São Patrício, Taquaral de Goiás y Uruana.
La sede de la diócesis se encuentra en la ciudad de Goiás, en donde se halla la Catedral de Santa Ana. 
En 2019 en la diócesis existían 24 parroquias agrupadas en 4 regiones pastorales: Rio Vermelho, Serra Dourada, Uru y São Patrício.

## Historia
La prelatura territorial de Goiás fue erigida el 6 de diciembre de 1745 con el breve Candor lucis aeternae del papa Benedicto XIV separando territorio de la arquidiócesis de San Sebastián de Río de Janeiro, de la que originalmente era sufragánea.
El primer prelado fue nombrado recién en 1782, pero el primero en tomar posesión canónica de la prelatura fue Vicente Alexandre de Tovar en 1803.
El 15 de julio de 1826 la prelatura territorial fue elevada a diócesis por medio de la bula Sollicita Catholici gregis del papa León XII.
El 1 de mayo de 1906 pasó a formar parte de la provincia eclesiástica de la arquidiócesis de Mariana.
Posteriormente cedió porciones de su territorio en varias ocasiones para la erección de nuevas circunscripciones eclesiásticas: 
- la diócesis de Uberaba (hoy arquidiócesis de Uberaba) el 29 de septiembre de 1907 mediante el decreto Romani pontifices de la Congregación Consistorial;[3]
- la diócesis de Porto Nacional el 20 de diciembre de 1915 mediante la bula Apostolatus officium del papa Benedicto XV;[4]
- la prelatura territorial de São José do Alto Tocantins (hoy suprimida) el 25 de julio de 1924 mediante la bula Ad munus pastorale del papa Pío XI;[5]
- la prelatura territorial de Jataí (hoy diócesis de Jataí) el 21 de junio de 1929 mediante la bula Sollicitido quae in omnes del papa Pío XI.[6]

El 18 de noviembre de 1932 la diócesis fue elevada al rango de arquidiócesis metropolitana con la bula Quae in faciliorem del papa Pío XI. La provincia eclesiástica de Goiás incluía la diócesis de Porto Nacional y las prelaturas territoriales de São José do Alto Tocantins, Jataí y Bananal.
El 26 de marzo de 1956, en virtud de varias bulas del papa Pío XII, todas publicadas el mismo día, la geografía eclesiástica del estado de Goiás fue completamente revisada. El gran territorio de la arquidiócesis de Goiás, que incluía gran parte del estado, se dividió en cuatro partes:
- con la bula Quo gaudio se erigió una nueva diócesis de Goiás, constituida por una porción menor del antiguo territorio, a la que se unió parte del territorio de la suprimida prelatura territorial de Bananal; con esta decisión, Goiás perdió efectivamente el rango de arquidiócesis metropolitana;[8]
- con la bula Sanctissima Christi voluntas se erigió la nueva sede metropolitana de Goiânia, constituida por la parte centro-oriental del territorio de la antigua arquidiócesis de Goiás;[9]
- con otras dos porciones del territorio de la antigua arquidiócesis, ambas ampliadas con partes del territorio de la suprimida prelatura territorial de São José do Alto Tocantins, fueron erigidas la diócesis de Uruaçu (mediante la bula Cum territorium)[10] y la prelatura territorial de Formosa (hoy diócesis de Formosa, mediante la bula Ad facilius et fructuosius).[11]

El 25 de noviembre de 1961 la diócesis de Goiás cedió una nueva porción de territorio para la erección de la prelatura territorial de São Luís de Montes Belos (hoy diócesis de São Luís de Montes Belos) mediante la bula 'Cum venerabilis del papa Juan XXIII.
El 11 de octubre de 1966 cedió otra porción de territorio para la erección de la prelatura territorial Rubiataba (hoy diócesis de Rubiataba-Mozarlândia) mediante la bula De animarum utilitate del papa Pablo VI.

## Estadísticas
De acuerdo al Anuario Pontificio 2020 la diócesis tenía a fines de 2019 un total de 210 400 fieles bautizados.
| Año                                                                             | Población            | Población | Población      | Sacerdotes | Sacerdotes    | Sacerdotes    | Bautizados por sacerdote | Diáconos permanentes | Religiosos | Religiosos | Parroquias |
| Año                                                                             | Bautizados católicos | Total     | % de católicos | Total      | Clero secular | Clero regular | Bautizados por sacerdote | Diáconos permanentes | Varones    | Mujeres    | Parroquias |
| ------------------------------------------------------------------------------- | -------------------- | --------- | -------------- | ---------- | ------------- | ------------- | ------------------------ | -------------------- | ---------- | ---------- | ---------- |
| 1950                                                                            | 800 000              | ?         | ?              | 86         | 17            | 69            | 9302                     |                      | 89         |            | 37         |
| 1966                                                                            | ?                    | 252 760   | ?              | 20         | 13            | 7             | ?                        |                      |            |            | 14         |
| 1967                                                                            | ?                    | 291 572   | ?              | 32         | 21            | 11            | ?                        |                      | 13         | 55         | 12         |
| 1976                                                                            | 310 000              | 350 000   | 88.6           | 25         | 20            | 5             | 12 400                   |                      | 6          | 45         | 19         |
| 1980                                                                            | 268 000              | 300 000   | 89.3           | 21         | 14            | 7             | 12 761                   |                      | 7          | 57         | 16         |
| 1990                                                                            | 334 000              | 376 000   | 88.8           | 22         | 10            | 12            | 15 181                   |                      | 12         | 34         | 18         |
| 1999                                                                            | 402 000              | 437 000   | 92.0           | 29         | 15            | 14            | 13 862                   |                      | 15         | 45         | 20         |
| 2000                                                                            | 407 000              | 442 000   | 92.1           | 25         | 14            | 11            | 16 280                   |                      | 12         | 45         | 20         |
| 2001                                                                            | 205 596              | 288 398   | 71.3           | 24         | 14            | 10            | 8566                     |                      | 10         | 47         | 20         |
| 2002                                                                            | 205 596              | 223 426   | 92.0           | 26         | 14            | 12            | 7907                     |                      | 12         | 51         | 20         |
| 2004                                                                            | 206 600              | 222 191   | 93.0           | 24         | 12            | 12            | 8608                     | 2                    | 16         | 40         | 21         |
| 2006                                                                            | 208 000              | 224 395   | 92.7           | 27         | 16            | 11            | 7703                     | 2                    | 13         | 36         | 21         |
| 2013                                                                            | 228 000              | 244 000   | 93.4           | 34         | 25            | 9             | 6705                     | 6                    | 11         | 34         | 22         |
| 2016                                                                            | 231 600              | 250 000   | 92.6           | 29         | 24            | 5             | 7986                     | 10                   | 6          | 22         | 24         |
| 2019                                                                            | 210 400              | 227 509   | 92.5           | 32         | 27            | 5             | 6575                     | 9                    | 5          | 25         | 24         |
| Fuente: Catholic-Hierarchy, que a su vez toma los datos del Anuario Pontificio. |                      |           |                |            |               |               |                          |                      |            |            |            |

## Episcopologio
- Sede vacante (1745-1782)
- Vicente do Espirito Santo, O.A.D. † (17 de diciembre de 1782-29 de noviembre de 1788 falleció) (prelado electo)
- José Nicolau de Azevedo Coutinho Gentil † (7 de marzo de 1788-1793 renunció) (prelado electo)

- Vicente Alexandre de Tovar † (20 de junio de 1803-8 de octubre de 1808 falleció)
- Antônio Rodrigues de Aguiar † (24 de junio de 1810-3 de octubre de 1818 falleció)
- Francisco Ferreira de Azevedo † (29 de mayo de 1820-12 de agosto de 1854 falleció)
  - Sede vacante (1854-1861)
- Domingos Quirino de Souza † (18 de marzo de 1861-12 de septiembre de 1863 falleció)
- Joaquim Gonçalves de Azevedo † (25 de septiembre de 1865-18 de diciembre de 1876 nombrado arzobispo de San Salvador de Bahía)
- Antônio Maria Corrêa de Sá e Benevides † (18 de diciembre de 1876-25 de junio de 1877 nombrado obispo de Mariana)
  - Sede vacante (1877-1881)
- Cláudio José Gonçalves Ponce de Leão, C.M. † (13 de mayo de 1881-26 de junio de 1890 nombrado obispo de Porto Alegre)
  - Joaquim Arcoverde de Albuquerque Cavalcanti † (26 de junio de 1890-1890 renunció) (obispo electo)[15]
- Eduardo Duarte e Silva † (23 de enero de 1891-6 de noviembre de 1907 nombrado obispo de Uberaba)
- Prudencio Gomes da Silva † (6 de marzo de 1908-19 de septiembre de 1921 falleció)
- Emanuel (Manoel) Gomes de Oliveira, S.D.B. † (27 de octubre de 1922-12 de mayo de 1955 falleció)
- Cândido Bento Maria Penso, O.P. † (17 de enero de 1957-27 de noviembre de 1959 falleció)
- Abel Ribeiro Camelo † (14 de mayo de 1960-24 de noviembre de 1966 falleció)
- Tomás Balduíno, O.P. † (10 de noviembre de 1967-2 de diciembre de 1998 retirado)
- Eugène Lambert Adrian Rixen (2 de diciembre de 1998-27 de mayo de 2020 retirado)
- Jeová Elias Ferreira, desde el 27 de mayo de 2020